# دیستونی
دیستونی (به انگلیسی: dystonia، به فرانسوی: dystonie)، دُش‌کِشَنگ یا بدقَوامی ماهیچه‌ها، به معنای انقباض غیرارادی مکرر و طولانی در یک عضله یا در گروهی از عضلات یا بروز وضعیت‌های بدنی خاص است و در واقع یک اختلال حرکتی-عصبی به‌شمار می‌رود. هنگامی که حرکات و دامنهٔ حرکات به اندازه‌ای ثابت بمانند و به صورت وضعیت غیرطبیعی درآیند به آن دیستونی می‌گویند….
نکتهٔ بسیار مهم آن است که دیستونی‌ها اغلب باعث بروز حرکات غیرطبیعی و اختلالات وضعیتیِ ناتوان‌کننده می‌شوند.
علل مختلفی در ایجاد دیستونی نقش دارند. هنوز هم برخی از دیستونی‌ها علت‌های ناشناخته دارند، اما سردستهٔ علل ایجادکنندهٔ آن‌ها را «دستگاه ایمنی»، بعضی عفونت‌ها، مصدومیت‌ها، عوارض برخی داروها، کم رسیدن اکسیژن در حین زایمان، بروز ضربات زایمانی، و افزایش بیش از حد معمولِ بیلی‌روبین هنگام دوران نوزادی و شیرخواری می‌توان شمرد. در برخی موارد، امکان دارد مسائل بیماری‌های داخلیِ جمجمه‌ایِ موضعی هم در ایجاد انواع دیستونی نقش داشته باشند. شاید در شکلی از دیستونی، که در حال حاضر به‌عنوان دیستونی شایع و منتشر و عمومی شناخته می‌شود، رد پای مسئلهٔ ژنتیکی و توارثی پررنگ‌تر دیده شود.

## تقسیم‌بندی
تقسیم‌بندی‌های مختلفی برای انواع دیستونی وجود دارد؛ در یک تقسیم‌بندی به موضوع اولیه و ثانویه می‌توان اشاره کرد. در نوع اولیه که بیشتر دیستونی‌ها را دربرمی گیرد، علتی برای بروز دیستونی وجود ندارد و به صورت تک گیر فقط خود فرد را گرفتار می‌کند. گاهی دیستونی‌ها ثانویه هستند و افراد مبتلا، مثلاً به دلیل یک بیماری دچار اختلالات در متابولیسم مس می‌شوند. مس در بدن دچار اختلالات سازوکاری و سوخت وسازی می‌شود و بیماری «ویلسون» را ایجاد می‌کند. در برخی بیماری‌های ویلسونی، حرکات دیستونی مشاهده می‌شود و براساس علت بروز دیستونی، علل اولیه و ثانویه دارد.
طبقه‌بندی کاربردی دیگر، متناسب با میزان عضلاتی است که در دیستونی با موضع جغرافیایی و تشریحی گرفتار شده‌اند. برخی دیستونی‌ها گروه عضلات محدودی را درگیر می‌کنند که به آن‌ها دیستونی موضعی گفته می‌شود که در واقع ترجمه «دیستونی فوکال» است. در این دیستونی‌ها گروه محدودی از عضلات درگیر می‌شوند؛ مثلاً یک نوع آن در حرکت پلک‌ها اختلال ایجاد می‌کند به‌طوری‌که پلک‌ها غیرارادی و مکرر باز و بسته و دچار اسپاسم‌های متعدد می‌شوند به‌طوری‌که گاهی خود اسپاسم مانع از حرکات مناسب پلک و چشم‌ها و دید مستقیم فرد می‌شود که به آن بلفارو اسپاسم می‌گویند. گاهی دیستونی گروه بزرگ‌تری از عضلات را در بر می‌گیرد که به آن «دیستونی منطقه‌ای» گفته می‌شود. اگر قسمت اعظم عضلات بدن درگیر دیستونی شوند، آن را «دیستونی چرخشی ژنرالیزه» یا «عمومی» می‌نامند. یکی از ناتوان‌کننده‌ترین انواع دیستونی‌ها، دیستونی‌های منتشر عمومی هستند. بیشتر دیستونی‌های منتشر عمومی، معمولاً منشأ ارثی دارند و اختلالات به صورت جهش درژن‌ها گزارش شده‌است. علایم آن معمولاً در کمتر از سن ۵ سالگی بروز می‌کنند در صورتی که برخی از دیستونی‌ها مانند دیستونی‌های «موضعی» و «منطقه‌ای»، اغلب در دهه ۴ یا ۵ ظاهر می‌شود. یکی از انواع دیستونی‌ها که در جامعه ایرانی نیز شیوع نسبتاً بالایی دارد و بیشتر در دهه ۴ و ۵ زندگی بروز می‌کند، یک نوع دیستونی خاص است که به صورت چرخش و پیچش غیرارادی گردن خود را نشان می‌دهد و انواع مختلفی دارد. در این بیماران گردن به صورت غیرارادی به سمت مقابل می‌چرخد و ثابت می‌ماند. در موارد محدودتری امکان دارد سر به سمت جلو یا عقب خم شود. دیستونی نواحی گردن را که شیوع زیادی دارد، «کژگردنی» می‌نامند. البته کجی گردن در کودکان، شیرخواران و سنین پایین‌تر علل مختلفی دارد که باید حتماً مورد بررسی قرار گیرد اما در افراد مسن و میانسال می‌تواند جزو موارد دیستونی محسوب شود. این‌ها افرادی هستند که متوجه می‌شوند گردنشان به صورت غیرارادی هنگام راه رفتن، حرکت، دیدن تصاویر و… به یک سمت می‌چرخد تا آنکه آنقدر پیشرفت می‌کند که گردن به‌طور مستمر به یک سمت دچار چرخش می‌شود و در این مواقع قابل اصلاح نیست.

## علایم
از مشخصات دیستونی آن است که در بسیاری از موارد هنگام خواب حرکات یا کم می‌شوند یا از بین می‌روند و برعکس با استرس و اضطراب معمولاً حرکات چرخشی و پیچشی دیستونی‌ها افزایش می‌یابند و مشکلات جدی را ایجاد می‌کنند. در دیستونی عمومی این عارضه باعث می‌شود وضعیت‌های غیرطبیعی در بدن ایجاد شود. از آنجا که این بیماری همه بدن اعم از اندام‌ها، صورت، گردن و ستون مهره‌ها را درگیر می‌کند، امکان دارد فرد شکل‌های عجیب و غریبی پیدا کند و هنگام راه رفتن دچار مشکل شود. ابتدا بیشتر روی پنجه یا روی لبه خارجی پا راه می‌روند. زمانی که می‌خواهند متنی را بنویسند، انگشتانشان باز می‌شود و بالاخره عوارض خود را به صورت لرزش‌های پراکنده و اختلالات عضله نشان می‌دهند. به تدریج این علایم افزایش می‌یابد به‌طوری‌که در کودکان مبتلا، وضعیت غیرطبیعی گردن، نخاع کمری، تغییر در قوس کمر، شکلک‌های غیرارادی در دهان و حرکات غیرقابل کنترل زبان که باعث بروز اختلالات گفتاری و بلعی می‌شود، مشاهده خواهد شد.
نوع دیگری از دیستونی که در جامعه ایرانی دیده می‌شود و برخی از مردم آن را تجربه کرده‌اند، «کرامپ نویسندگان» است. این افراد هنگامی که می‌خواهند متنی را بنویسند، دچار دیستونی می‌شوند. چون این بیماری بیشتر افرادی را که از قلم استفاده می‌کنند، مبتلا می‌کند این نام را برای آن برگزیده‌اند اما درواقع، انجام انواع حرکات اعم از استفاده از کارد و چنگال، ادوات موسیقی مانند پیانو یا ادواتی که با حرکات ظریف دست کار می‌کنند، می‌تواند باعث بروز آن شوند. این افراد هنگام نوشتن متن و… دچار مشکلات و برای مدتی کارشان متوقف می‌شود. این افراد برای نوشتن انگشت دوم دست خود را به صورت باز شده قرار می‌دهند و قلم را بین شست و اشاره می‌گیرند تا بتوانند بنویسند.

## روش‌های تشخیصی
روش‌های تشخیصی این بیماری در موارد اولیه و تک گیر معمولاً آزمایش‌های تکمیلی، آزمایش خون، ام آر آی و سایر روش‌های تصویربرداری مغز است. نتایج بیشتر این روش‌ها معمولاً طبیعی هستند و به ندرت امکان دارد یک یافته غیرطبیعی یافت شود. به همین علت، مبنای تشخیص دیستونی، مبنای بالینی و قضاوت پزشک بر اساس ظاهر بیمار و معاینه‌های بالینی بیمار است.

## درمان دیستونی
این بیماری از بیماری‌هایی است که نسبتاً به درمان مقاومت نشان می‌دهد. خط اول درمان در دیستونی‌ها پس از تشخیص علت اصلی، استفاده از برخی داروهاست که انواع داروها در این زمینه معمولاً مورد استفاده قرار می‌گیرد. اگر خط اول درمان داروهای خوراکی مؤثر واقع نشوند، معمولاً به سراغ تزریق سم بوتولیسم می‌رویم که باعث فلج موقت عضلات می‌شود و با استفاده از این خاصیت، می‌توان این مشکل را رفع کرد اما با وجود اینکه پاسخ بسیار خوبی به خصوص در دیستونی‌های موضعی مانند گردن، کرامپ نویسندگان یا دیستونی‌های دیگر و بلفارواسپاسم با تزریق سم بوتاکس مشاهده می‌شود، متأسفانه معمولاً دو اشکال در این کار وجود دارد؛ نکته اول آن است که معمولاً آثار موقت است و معمولاً بین ۲ تا ۴ ماه بیشتر دوام ندارد و باز به تزریق مجدد و مکرر این سم نیاز وجود دارد، نکته دوم آن است که پس از تزریق چندباره، بدن انسان علیه این سم تولید آنتی‌بادی می‌کند و این آنتی‌بادی‌ها باعث خواهد شد که پس از مدتی آثار این آمپول و تزریق در افراد کاهش یابد.

## درمان‌های جراحی

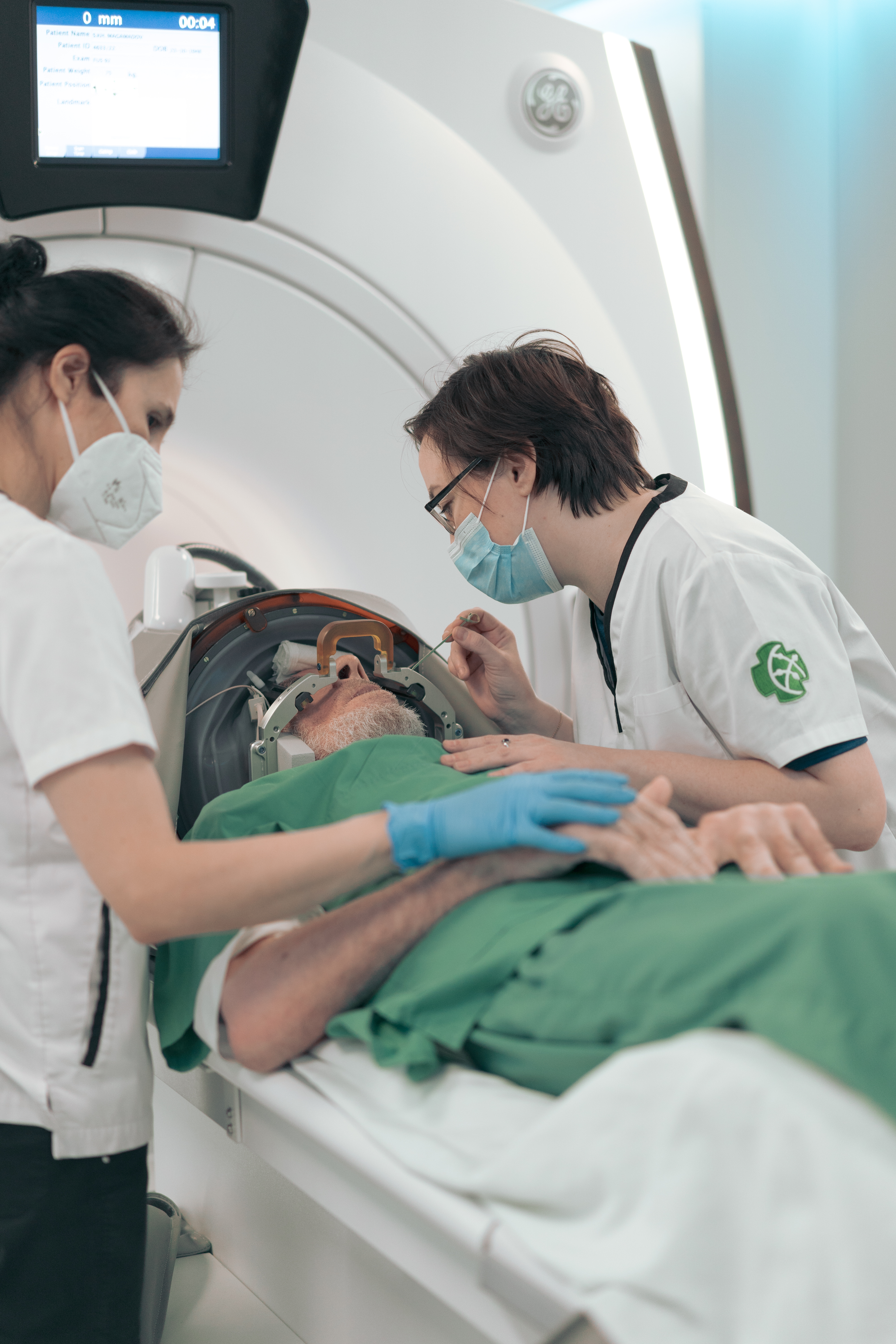
تیمی از پزشکان آزمایش‌های عصبی را روی یک بیمار هوشیار انجام می‌دهند.

روش‌های جراحی مختلفی برای بیماران دیستونی مورد استفاده قرارگرفته‌است. از روش‌های قدیمی در مورد دیستونی گردن که برخی اعصاب نخاع گردنی را قطع می‌کردند تا روش‌های جدید که بر مبنای تحریک‌های قسمت‌های عمقی مغز صورت می‌گیرد. در این زمینه با تحریک الکتریکی برخی مناطق عمقی مغز مانند منطقه‌ای به نام «پالیدوم» در بیمارانی که دیستونی ناتوان‌کننده و مزمن و منتشر دارند، آثار نسبتاً موفقی داشته، البته این کار بسیار تخصصی است و به صورت محدود انجام می‌شود. همه بیماران از این روش استفاده نمی‌برند اما به هر حال روش‌های نوین تحریک نواحی عمقی مغز، نویدهای جدیدی را در درمان‌پذیری بیماران دیستونی ایجاد کرده‌است و به نظر می‌رسد در آینده روش‌های جدیدی که مبتنی بر تحریک مغز باشد، گسترش پیدا خواهد کرد.

## تشابه این بیماری با بیماری‌های دیگر
گاهی تشخیص دیستونی با بیماری‌های دیگر اشتباه می‌شود مثلاً یک نوع دیستونی به نام دیستونی «فکی–دهانی» داریم، این بیماری در فرد به صورت شکلک درآوردن‌های مختلف غیرارادی است که امکان دارد بیماران را به روان پزشک ارجاع دهند یا با تیک‌های عصبی اشتباه شود. به همین علت تشخیص قطعی آن امکان دارد به تأخیر افتد و آمار دقیق را نتوان محاسبه کرد.

## میزان مرگ و میر به علت بیماری
دیستونی بیماری کشنده‌ای نیست و بیشتر ناتوان‌کننده است مگر اینکه با بیماری زمینه‌ای دیگر همراه باشد، اما اگر در مورد دیستونی منتشر فرد به حدی ناتوان باشد که مجبور شود روی صندلی چرخ دار بنشیند، امکان دارد دچار عوارض ناشی از ثابت ماندن‌های طولانی مانند زخم بستر، عفونت‌های ادراری، عفونت‌های تنفسی و… شود که عامل ثانویه برای بروز مرگ زودرس است اما خود دیستونی منجر به مرگ و میر نمی‌شود.